# Medvedjek, Velike Lašče
Medvedjek este o localitate din comuna Velike Lašče, Slovenia, cu o populație de 18 locuitori.